# محمد سكاف
محمد حسان سكاف (مواليد 1990 في حمص) مجاز بالرياضيات التطبيقية وسياسي سوري يشغل منصب وزير التنمية الإدارية في حكومة أحمد الشرع منذ 29 آذار 2025.

## لمحة
يحمل إجازة في الرياضيات التطبيقية من جامعة إدلب وشهادة ماجستير مهني في الإدارة من الجامعة ذاتها.
شغل عدة مناصب في حكومة الإنقاذ منها عضو لجنة المتابعة الإدارية في الإدارة العامة، ورئيس لجنة الموازنات المالية العامة، ومدير إدارة الأصول الثابتة، والمدير العام للإدارة العامة للموارد البشرية، ورئيس لجنة الهياكل التنظيمية.